# إيستفال
إيستفال (بالإنجليزية: Eastvale, California)‏ هي مدينة تقع في مقاطعة ريفيرسايد، كاليفورنيا بولاية كاليفورنيا في الولايات المتحدة. تأسست عام 40452، تبلغ مساحتها 29.644 (كم²)، وترتفع عن سطح البحر م، بلغ عدد سكانها 53668 نسمة في عام تعداد الولايات المتحدة 2010 حسب إحصاء مكتب تعداد الولايات المتحدة .

## التركيبة السكانية
حدّد مكتب تعداد الولايات المتحدة بيانات التركيبة السكانية لإيستفال في تعداد الولايات المتحدة. في ما يلي، التركيبة السكانية حسب تعدادي 2000 و2010.

### تعداد عام 2010
بلغ عدد سكان إيستفال 53,668 نسمة بحسب تعداد عام 2010، وبلغ عدد الأسر 13,640 أسرة وعدد العائلات 12,261 عائلة مقيمة في المنطقة السكنية. في حين سجلت الكثافة السكانية 1,579.9 نسمة لكل كيلومتر مربع (4,091.9/ميل2). وبلغ عدد الوحدات السكنية 14,494 وحدة بمتوسط كثافة قدره 426.7 لكل كيلومتر مربع (1,105.1/ميل2).
وتوزع التركيب العرقي للمنطقة السكنية بنسبة 42.85% من البيض و9.67% من الأمريكيين الأفارقة و0.54% من الأمريكيين الأصليين و24.23% من الأمريكيين ذوي الأصول الآسيوية و0.37% من سكان جزر المحيط الهادئ و17.09% من الأعراق الأخرى و5.25% من عرقين مختلطين أو أكثر و39.96% من الهسبانيون أو اللاتينيون من أي عرق.
بلغ عدد الأسر 13,640 أسرة كانت نسبة 62.7% منها لديها أطفال تحت سن الثامنة عشر تعيش معهم، وبلغت نسبة الأزواج القاطنين مع بعضهم البعض 73.2% من أصل المجموع الكلي للأسر، ونسبة 10.2% من الأسر كان لديها معيلات من الإناث دون وجود شريك،  بينما كانت نسبة 6.5% من الأسر لديها معيلون من الذكور دون وجود شريكة وكانت نسبة 10.1% من غير العائلات. تألفت نسبة 6.4% من أصل جميع الأسر من عدة أفراد يعيشون في نفس المنزل ونسبة 0.7% كانت تتألف من شخص يعيش بمفرده يبلغ من العمر 65 عاماً أو أكثر. وبلغ متوسط حجم الأسرة المعيشية 3.93، أما متوسط حجم العائلات فبلغ 4.05.
بلغ العمر الوسطي للسكان 30.9 عاماً. وكانت نسبة 33.1% من القاطنين تحت سن الثامنة عشر، وكانت نسبة 8.4% بين الثامنة عشر والرابعة والعشرين عاماً، ونسبة 34.8% كانت واقعةً في الفئة العمرية ما بين الخامسة والعشرين والرابعة والأربعين عاماً، ونسبة 19% كانت ما بين الخامسة والأربعين والرابعة والستين، ونسبة 4.7% كانت ضمن فئة الخامسة والستين عاماً فما فوق. وتوزع التركيب الجنسي للسكان بنسبة 49.5% ذكور و50.5% إناث.

## المناخ
يظهر الجدول التالي التغييرات المناخية على مدار السنة لإيستفال:
| البيانات المناخية لـإيستفال       | البيانات المناخية لـإيستفال | البيانات المناخية لـإيستفال | البيانات المناخية لـإيستفال | البيانات المناخية لـإيستفال | البيانات المناخية لـإيستفال | البيانات المناخية لـإيستفال | البيانات المناخية لـإيستفال | البيانات المناخية لـإيستفال | البيانات المناخية لـإيستفال | البيانات المناخية لـإيستفال | البيانات المناخية لـإيستفال | البيانات المناخية لـإيستفال | البيانات المناخية لـإيستفال |
| الشهر                             | يناير                       | فبراير                      | مارس                        | أبريل                       | مايو                        | يونيو                       | يوليو                       | أغسطس                       | سبتمبر                      | أكتوبر                      | نوفمبر                      | ديسمبر                      | المعدل السنوي               |
| --------------------------------- | --------------------------- | --------------------------- | --------------------------- | --------------------------- | --------------------------- | --------------------------- | --------------------------- | --------------------------- | --------------------------- | --------------------------- | --------------------------- | --------------------------- | --------------------------- |
| الدرجة القصوى °ف (°م)             | 94 (34)                     | 95 (35)                     | 101 (38)                    | 102 (39)                    | 108 (42)                    | 110 (43)                    | 111 (44)                    | 112 (44)                    | 115 (46)                    | 109 (43)                    | 99 (37)                     | 94 (34)                     | 115 (46)                    |
| متوسط درجة الحرارة الكبرى °ف (°م) | 68 (20)                     | 70 (21)                     | 71 (22)                     | 78 (26)                     | 80 (27)                     | 88 (31)                     | 92 (33)                     | 94 (34)                     | 91 (33)                     | 83 (28)                     | 74 (23)                     | 68 (20)                     | 80 (27)                     |
| متوسط درجة الحرارة الصغرى °ف (°م) | 42 (6)                      | 43 (6)                      | 45 (7)                      | 48 (9)                      | 52 (11)                     | 57 (14)                     | 61 (16)                     | 62 (17)                     | 60 (16)                     | 52 (11)                     | 45 (7)                      | 40 (4)                      | 51 (10)                     |
| أدنى درجة حرارة °ف (°م)           | 23 (−5)                     | 26 (−3)                     | 28 (−2)                     | 30 (−1)                     | 32 (0)                      | 42 (6)                      | 47 (8)                      | 43 (6)                      | 41 (5)                      | 29 (−2)                     | 26 (−3)                     | 22 (−6)                     | 22 (−6)                     |
| الهطول إنش (مم)                   | 3.16 (80)                   | 3.42 (87)                   | 2.63 (67)                   | .76 (19)                    | .19 (4.8)                   | .04 (1.0)                   | .04 (1.0)                   | .11 (2.8)                   | .25 (6.4)                   | .39 (9.9)                   | 1.42 (36)                   | 2.24 (57)                   | 14.65 (372)                 |
| المصدر:                           |                             |                             |                             |                             |                             |                             |                             |                             |                             |                             |                             |                             |                             |